# ホツツジ
ホツツジ（穂躑躅、学名: Elliottia paniculata ）はツツジ科ホツツジ属の落葉低木。和名はツツジの仲間で、花が細長い円錐状の穂につくことに由来する。日当たりのよい山地に生え、秋に紅葉がみられる。昔、細い枝から蓑や箒が作られたことから、ヤマワラやヤマボウキの別名もある。

## 分布と生育環境
日本の北海道南部、本州、四国、九州に分布する。日当たりのよい山地の岩場などに自生する。

## 特徴
落葉広葉樹の低木で、高さは1 - 2メートル (m) くらいになる。枝はよく分枝する。樹皮は茶褐色で縦長に裂け目が入る。一年枝は褐色で細く、翼状に発達した3稜がある。葉は枝に互生し、葉の形は倒卵形で長さ3 - 7センチメートル (cm) 、先端は尖り、葉縁は全縁。秋になると美しく紅葉する。
花期は8月から10月。枝先に円錐花序をだして直立して、小さな花を多数つける。花弁の色はやや赤みを帯びた白色で、直径15ミリメートル (mm) ほど、3個の裂片に分かれて先は反り返って丸まる。雄しべは6個。雌しべが長くほぼまっすぐに伸びて、花外に突き出すのが特徴で、花柱の長さは約7 mmある。ミヤマホツツジの雌しべは、弓状に象の鼻のように曲がる。果実は蒴果で、直径3 mmほどの扁球形をしている。冬まで枝先に枯れた果序が残ることが多い。
冬芽は卵形で先がとがり、5 - 7枚の芽鱗に包まれている。頂芽はふつう枝先に3個集まってつく。葉痕は三角形で、中央から下に翼状の稜が伸びており、維管束痕が1個つく。

## 毒性
グラヤノトキシンⅠ～Ⅲなどを含み、有毒。誤食すると、嘔気、頭痛、発汗、酩酊昏睡、痙攣などを引き起こす。これらの毒は花粉にも含まれ、蜂蜜に混入して食中毒を起こすことがある。